# 新道村
新道村（しんどうむら）は、かつて新潟県中頸城郡に存在した村。

## 沿革
- 1889年（明治22年）4月1日 - 町村制の施行により、中頸城郡樋場村、子安村、子安新田、鴨島村、上稲田村、下稲田村、赤塚村、大道新田、寺村、中田新田村、大日村、大日古川新田、上島村、中中村新田村、平岡村、南田屋新田村、北田屋新田村、富岡村、藤野新田村及び大道福田村の区域をもって、中頸城郡新道村が発足する。
- 1954年（昭和29年）4月1日 - 高田市に編入する。